# Comuna Topoleve, Hrebinka
Topoleve (în ucraineană Тополеве) este o comună în raionul Hrebinka, regiunea Poltava, Ucraina, formată din satele Svitanok, Topoleve (reședința) și Vidradne.

## Demografie
Componența lingvistică a comunei Topoleve
     Ucraineană (95,74%)
     Rusă (3,52%)
     Alte limbi (0,65%)
Conform recensământului din 2001, majoritatea populației comunei Topoleve era vorbitoare de ucraineană (95,74%), existând în minoritate și vorbitori de rusă (3,52%).